# Orlando di Lasso

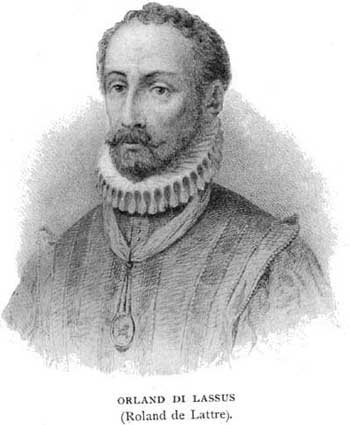
Orlando di Lasso.

Orlando di Lasso, conocido también como Orlandus Lassus, Roland de Lassus, Roland Delattre u Orlande de Lassus (Mons, 1532 - Múnich, 14 de junio de 1594) fue un compositor francoflamenco del Renacimiento tardío. Junto con Palestrina y Victoria, está considerado como uno de los compositores más influyentes del siglo XVI.

## Biografía
Nació en Mons, de la provincia de Henao, en lo que actualmente es parte de Bélgica. La información sobre su juventud es escasa, aunque existen varias historias mal documentadas. La más famosa de ellas cuenta que fue raptado tres veces a causa de la singular belleza de su voz. A la edad de 12 años deja los Países Bajos junto a Ferrante I Gonzaga, y reside en Mantua, Milán, Nápoles, Palermo y Roma. En Milán donde reside entre 1547 y 1549 se hospeda en Hoste da Reggio, cuna de madrigalistas, una influencia que fue definitoria en su estilo musical inicial.
En los primeros años de la década de 1550 trabaja como cantante y compositor en Nápoles para Constantino Castriota, época de la que se presume datan su primeras composiciones. Luego se muda a Roma, donde trabaja para el Archiduque de Florencia, quien mantenía un hospedaje allí. En 1553 es nombrado maestro de capilla de la Basílica de San Juan de Letrán en Roma, un puesto muy prestigioso para un músico de sólo 21 años de edad, pero permanece allí solo por un año (Palestrina toma su lugar un año después).
No hay certeza de sus actividades durante 1554, pero existen indicios de que viajó a Francia e Inglaterra. En 1555 vuelve a los Países Bajos, donde publica sus primeros trabajos en Amberes. 
En 1556 se une a la corte del duque Alberto de Baviera, que intentaba crear un centro musical comparable a los principales de Italia. Lasso fue uno de los flamencos que trabajaron allí. En 1558 se casa con Regina Wäckinger, la hija de una dama de honor de la Duquesa, con quien tuvo dos hijos. Ambos se convertirían de adultos en compositores, siguiendo la profesión de su padre. En 1563 es nombrado maestro de capilla, como sucesor de Ludwig Daser. Lasso permaneció al servicio de Alberto V y de su sucesor, Guillermo V de Baviera, por el resto de su vida.
En la década de 1560, Lasso ganó fama en Europa. Muchos iban a Múnich a estudiar con él. Destacan, entre otros, Gregor Aichinger y Andrea Gabrieli que estuvo allí en 1562 y posiblemente permaneció en la capilla un año. Giovanni Gabrieli posiblemente estudió también con Lasso alrededor de 1570. Su renombre se extendió incluso fuera de los círculos musicales, al punto de que en 1570 el emperador Maximiliano II le confirió un título nobiliario, circunstancia poco común en la época para un músico. 
El papa Gregorio XIII lo nombró caballero, y luego el rey de Francia, Carlos IX lo invitó a su corte, donde entre otras cosas le encargó poner en música los siete salmos penitenciales (Psalmi Davidis pœnitentiales) como expiación por la Noche de San Bartolomé.
Algunos de estos reyes y aristócratas lo tentaron a dejar Múnich con ofertas más atractivas, pero Lasso estaba interesado en la estabilidad de su posición, y en las espléndidas oportunidades de interpretación musical disponibles en la corte de Albrecht que en las ganancias económicas.
"No deseo dejar mi casa, mi jardín y otras cosas buenas en Múnich", escribió al Duque de Sajonia en 1580, después de recibir una oferta para un puesto en Dresde.
A finales de la década de 1570 y principios de 1580, Lasso hizo varias visitas a Italia, donde encontró los géneros y tendencias más modernas. En Ferrara, la vanguardia musical de la época, pudo escuchar indudablemente los madrigales compuestos para la corte de los Este. Sin embargo su propio estilo permaneció conservador, incluso volviéndose más simple y refinado que antes.
En 1590 su salud empezó a declinar por lo que visitó al médico Thomas Mermann para el tratamiento de lo que se llamó «Melancolía hipodondríaca». A pesar de ello siguió componiendo y viajando ocasionalmente. 
Su trabajo final fue la exquisita colección de 21 madrigales espirituales, las «Lágrimas de san Pedro», dedicadas al papa Clemente VIII, publicación póstuma de 1595. 
Lasso muere en Múnich el 14 de junio de 1594, el mismo día en que su empleador decidió renunciar a sus servicios por razones económicas. Lasso nunca llegó a leer la nota de despido.

## Música e influencia
Fue uno de los más prolíficos, versátiles y universales compositores del Renacimiento tardío. Escribió más de 2233 composiciones, incluyendo música vocal con letras en latín, francés, italiano y alemán, en todos los géneros conocidos en su época. Esto incluye 530 motetes, 175 madrigales italianos y villanellas, 150 chansons francesas, y 90 lieder alemanes. No se conoce música estrictamente instrumental que sobreviva hoy, o siquiera haya existido. Esto constituye una interesante omisión para un compositor tan prolífico y abarcativo, en una época en que la música instrumental se convertía en el más destacado medio de expresión del arte Europeo.

### Música sacra
Permaneció fiel al catolicismo de Roma durante la época de la Reforma, cultivó también música profana y utilizó esta como material compositivo como puede apreciarse en sus canciones mundanales, o en sus parodias de Misas o Magnificats basados en composiciones seculares. Sin embargo la contrarreforma en Baviera, que bajo influencia de los jesuitas tuvo su cumbre en Baviera, afectó al trabajo de Lasso, que escribió música litúrgica para el rito romano, un importante número de Magnificats, una colección de piezas del libro de salmos de Ulenberg (18), y especialmente el gran ciclo penitencial de madrigales espirituales, "Lágrimas de San Pedro" (1594).

#### Misas
Por lo menos 20 misas han sobrevivido completas. La mayoría son parodias basadas en trabajos seculares escritos por él u otros compositores.Técnicamente impresionantes, no son sin embargo la parte más conservadora de su producción. Usualmente adaptaba el género de la Misa al género de la fuente originaria de la música, que variaba desde Canto gregoriano a madrigales contemporáneos, pero siempre manteniendo un carácter expresivo y reverente en el producto final.
Algunas de sus Misas se basan en canciones francesas extremadamente profanas, algunas de ellas francamente obscenas: Entre vous filles de quinze ans (Oh, niñas de quince años) por  Clemens non Papa le sirvió como material para su misa Entre vous filles (1581), probablemente la más escandalosa de todas. 
Esta práctica no era aceptada (sólo soportada) por su empleador, como lo confirma la correspondencia que todavía se conserva.
Además de sus tradicionales misas-parodias, escribió una considerable cantidad de "Misas breves", destinadas a servicios resumidos, por ejemplo en los días que el duque Albrecht salía a cazar, cuando no deseaba ser demorado por una extensa música polifónica. La más corta de todas es una actualmente conocida como "Jäger Mass" (Misa del cazador). 
Algunas de sus misas muestran la influencia de la Escuela veneciana, particularmente en el uso del género policoral (por ejemplo en la "Missa osculetur me", a ocho voces, basada en sus propios motetes). Tres de estas Misas son para doble coro, y deben haber influido a su vez en los venecianos. Después de todo, Andrea Gabrieli visitó a Lasso en Múnich en 1562, y muchos trabajos de Lasso fueron publicados en Venecia. Aunque Lasso usó el género sonoro veneciano, su lenguaje armónico permaneció conservador, adaptó la textura veneciana a sus propios fines.

#### Motetes y otra música sacra
Lasso es uno de los compositores del género conocido como musica reservata, término que ha sobrevivido en muchas referencias contemporáneas, algunas de ellas con significado contradictorio.
El significado exacto del término es motivo de debate, aunque existe consenso entre los musicólogos que implica una disposición de los textos intensamente expresiva, cromatismo, y lo que podría explicarse como "música para conocedores". 
Un famoso ejemplo de composición de Lasso representativa de este género es su serie de 12 motetes titulados "Prophetiae Sibyllarum" (Profecías de las Sibilas), plenos de una amplia cromático que recuerda a Carlo Gesualdo. Algunos progresiones de acordes en esta obra no se volverían a producir hasta que surgiesen algunas composiciones del siglo XX.
Lasso escribió cuatro series de la Pasión, una para cada evangelista (Mateo, Marcos, Lucas y Juan) 
Todas son para voces "a capella". Coloca las palabras de Cristo y la narración de los evangelistas como canto y los pasajes para grupos polifónicos. 
Como compositor de motetes, Lasso fue uno de los más variados y prodigiosos de todo el Renacimiento. Su producción varía de lo sublime a lo ridículo, y muestra un sentido del humor que habitualmente no se asocia con la música sacra. 
Por ejemplo, uno de sus motetes satiriza a los malos cantantes ("Super flumina Babylonis"), e incluye tartamudeos, paradas y arranques, y una confusión general. Esta idea tiene relación con el género de Mozart, "Broma musical". Muchos de sus motetes fueron compuestos para ocasiones ceremoniales, como puede esperarse de un compositor cortesano a quien se le requiere música para recibir a dignatarios, para bodas, tratados y otros eventos de estado. Pero la fama de Lasso se originó en sus motetes religiosos. 
La serie de siete "Salmos Penitenciales de David " es una de las colecciones de salmos más famosas de todo el Renacimiento. El contrapunto es libre, evitando la imitación dominante de los holandeses como en las obras de Gombert, y ocasionalmente utilizando mecanismos expresivos ajenos a Palestrina. Como siempre, Lasso apuesta al impacto emocional, y usa una variedad de texturas y cuidados en la ubicación del texto hasta el final. La última pieza de la colección, su versión de "De profundis" (Salmo 129/130), es considerado por muchos estudiosos como una de las cumbres de la polifónica renacentista, junto con las dos versiones del mismo texto compuestas por Josquin Des Pres. 
Entre sus otras composiciones litúrgicas hay himnos, cánticos (incluyendo más de 100 magníficats), responsos para Semana Santa, Pasiones, Lamentaciones, y algunas piezas independientes para las principales fiestas.

### Música secular

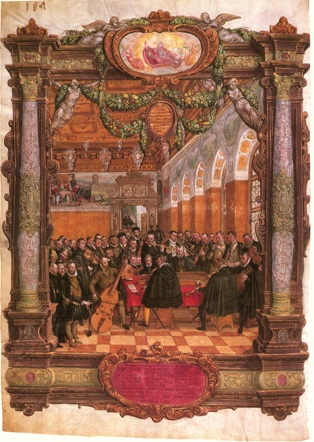
Lasso dirigiendo un conjunto de cámara, pintura de Hans Mielich.

Lasso escribió en todas las formas musicales seculares de su época, y es uno de los pocos compositores del Renacimiento que utilizó cuatro lenguajes para los textos: latín, francés, italiano y alemán. Muchas de sus obras fueron muy populares, circulando ampliamente por Europa.

#### Madrigales
En sus madrigales, muchos de los cuales escribió durante su estancia en Roma, el género es claro y conciso, incluyendo obras que son fácilmente memorizables. La selección de las poesías varía ampliamente entre Petrarca para sus trabajos más serios hasta los versos más livianos de sus más divertidas canzonettas. 
Lasso a menudo prefirió los madrigales cíclios, es decir, series de múltiples poemas en un grupo de obras musicales relacionadas. Por ejemplo su cuarto libro de madrigales para cinco voces comienza con una sextina completa de Petrarca, continúa con un soneto de dos partes, y termina con otra sestina. Igualmente el libro entero puede ser escuchado como una composición unificada, con cada madrigal como parte subsidiaria.

#### Chansons
Otra forma cultivada por Lasso fue la chanson francesa, de la que compuso cerca de 150 piezas. La mayoría data de la década de 1550, pero continuó escribiéndolas incluso en Alemania. Sus últimas creaciones en este género corresponden a la década de 1580. Muchas de sus composiciones fueron publicadas en las colecciones de Pierre Phalèse (en 1571), y Le Roy & Ballard (en 1576 y 1584). 
Estilísticamente sus chansons varían desde dignas y serias hasta divertidas y subidas de tono.
Lasso siguió el estilo pulido y lírico de Sermisy más que el programático de Clément Janequin. 
Una de las canciones más famosas de Lasso fue usada por Shakespeare en Enrique IV, parte II. Las palabras inglesas refieren a Un jour vis un foulon qui fouloit (como Monsieur Mingo), cantada por una justicia silenciosa borracha, en el Acto V, Escena 3.

#### Canciones en alemán
Un tercer tipo de composición secular producida por Lasso fueron canciones en alemán, escritas en su madurez, cuando ya estaba bien establecido en Múnich. No se publicaron hasta 1567.
Muchas de estas canciones versan sobre temas religiosos, aunque incluyen también versos cómicos y livianos.